# Спиридон Куревелис
Спиридон Куревелис (на гръцки: Σπυρίδων Κουρέβελης) е гръцки офицер и революционер, деец на гръцката въоръжена пропаганда в Македония от началото на XX век.

## Биография
Куревелис става военен и достига офицерски чин в гръцката армия – капитан от пехотата.
Тъй като знае руски език, в 1904 година е назначен в гръцкото консулство в Солун Включва се в гръцката въоръжена пропаганда в Македония.
През 1905 година Куревелис е назначен в консулството в Сяр за помощник на гръцкия консул Атанасиос Стурнарас, където остава до края на март 1906 година. Успоредно с работата си подпомага гръцката пропаганда в района.